# Hymenocallis fragrans
Hymenocallis fragrans — рідкісна багаторічна рослина родини амарилісових. Має отруйні бульбоцибулини та насіння, вирізняється запашними квітками химерної форми. Належить до ендеміків Карибського басейну, у природному середовищі знаходиться під загрозою винищення. Має значення як декоративна рослина, хоча в культурі трапляється зрідка.

## Назва
Родова назва цього виду походить від грецьких слів ὑμήν — «гімен», або в ширшому сенсі «мембрана», та καλός — «красивий». Вона відображує специфічну будову квіток цього виду, у яких плоскі основи тичинок утворюють лійкоподібну чашечку при основі пелюсток. Така незвична форма квіток обумовила й поширену в аматорській літературі народну назву — павуко́ва лі́лія. Видова назва цієї рослини походить від латинського слова fragante — «запашний» і вказує на приємний аромат її квіток.

## Опис
Вічнозелена трав'яниста рослина, геофіт. Бульбоцибулина велика, вкрита коричневими сухими лусками. Від її денця відходять тонкі довгі корінці. Як і в інших гіменокалісів, вона містить отруйні алкалоїди, тому при вживанні всередину може викликати нудоту, блювання, пронос. Стебло відсутнє. Прості листки формою від ременеподібних до видовжено-еліптичних, зібрані в прикореневу розетку. Листкові пластинки темно-зелені, біля основи звужені у короткий черешок, цілокраї, із загостреною верхівкою та тьмяно блискучою поверхнею. Жилкування паралельне, центральна жилка листка помітно вдавлена.
Квітконос прямостоячий, голий, міцний. Суцвіття — негустий зонтик, що складається з 3—6 квіток, розташованих на довгих квітконіжках, спрямованих урізнобіч. Пуп'янки довгі й вузькі, формою нагадують сигарети. Квітки актиноморфні, двостатеві, великі, білі, із сильним приємним запахом. Листочків оцвітини шість, вони вузькі, ланцетні, широко розставлені, із загнутими донизу кінчиками. Тичинок шість. Основи тичинкових ниток широкі, плоскі, зростаються між собою, утворюючи своєрідну лійчасту мембрану при основі пелюсток. У порівнянні з іншими видами гіменокалісів вона відносно невелика і не надто помітна. Верхні частини тичинкових ниток тонкі, вільні. Пиляки великі, овальні, жовтогарячого кольору.
Плід — коробочка. Насіння отруйне.

## Поширення та екологія
Ареал цього виду вузький і охоплює лише кілька великих островів Вест-Індії, зокрема, Ямайку та деякі Малі Антильські острови — Мартиніку, Барбадос, Невіс.
Hymenocallis fragrans — теплолюбна рослина, що потребує багато розсіяного світла і добре розвивається у напівтіні. Віддає перевагу зволоженим, добре дренованим ґрунтам. У природному середовищі у найспекотнішу літню пору перебуває у стані спокою, в цей час старі листки відмирають. Наприкінці літа починають відростати нові листки і в цей же час відбувається цвітіння. Запилювачами виступають бджоли та колібрі. Вид розмножується насінням та вегетативно (поділом бульбоцибулин), але останній спосіб має значення переважно в культурі.

## Застосування
У зв'язку з обмеженим природним ареалом ця рослина поступається відомістю іншим представникам роду, тому в культурі трапляється нечасто. Переважно вирощуванням цього виду займаються пошановувачі гіменокалісів, а не звичайні квітникарі, хоча Hymenocallis fragrans становить великий інтерес завдяки своїм запашним квітам.

## Систематика
Перший опис Hymenocallis fragrans поданий у 1812 році Ричардом Ентоні Солсбері. Деякий час цей вид розглядали як підвид Hymenocallis speciosa var. fragrans (Salisb.) Herb. або відносили до роду Pancratium під назвою Pancratium fragrans Salisb. Наразі ці два синонімі — єдині, зафіксовані у таксономічному переліку сайту The Plant List.